# São Salvador e Santa Maria
São Salvador e Santa Maria ist eine Gemeinde (Freguesia) in der portugiesischen Region Alentejo. Sie stellt die Innenstadtgemeinde der Kleinstadt Odemira dar.
Die Gemeinde entstand am 29. September 2013 im Zuge der administrativen Neuordnung in Portugal aus dem Zusammenschluss der Gemeinden São Salvador und Santa Maria (Odemira). Sitz wurde São Salvador.
Auf einer Fläche von 121 km² leben 3.114 Einwohner (Stand: 30. Juni 2011). 